# Скрам (рагби 15)
Скрам (енгл. Scrum) ствара тунел у који деми (играч на позицији број 9) убацује лопту тако да се играчи прве линије надмећу за њу. У скраму се гурају по 8 играча из обе екипе.